# Кий (князь)
Кий (д.-рус. Кыи) — легендарний засновник Києва, полянський князь, один із трьох братів (Кий, Щек і Хорив, мали сестру Либідь), які, згідно з «Повістю минулих літ», жили на дніпровських горах і збудували на правому високому березі Дніпра місто, що назвали на честь старшого брата Київ. Кий став засновником династії києвичів, першої літописної династії яка правила в Києві з другої третини V ст. до IX століття. Також Кия назвали засновником містечка Київець на Дунаї. Від Кия та його братів літописці виводили полянське плем'я.

## Паралельні свідчення

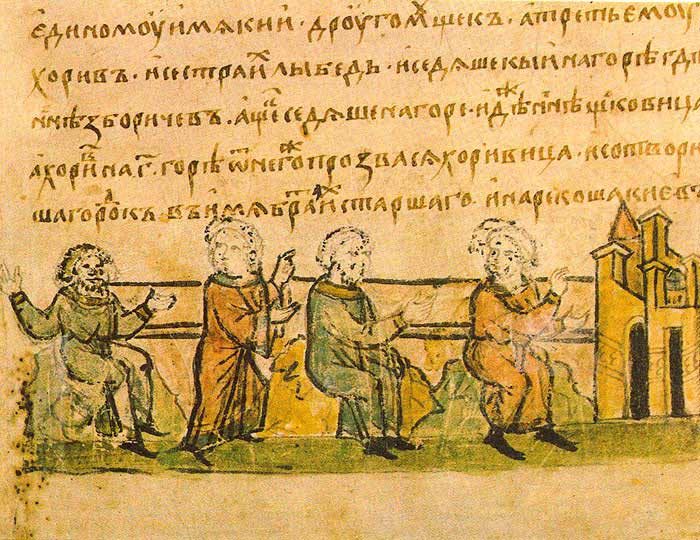
Кий, Щек, Хорив і Либідь (мініатюра Радзивіллівського літопису)

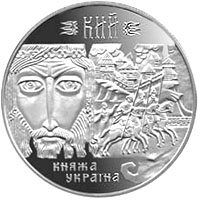
Пам'ятна монета «Кий» номіналом 10 гривень присвячена князю Кию

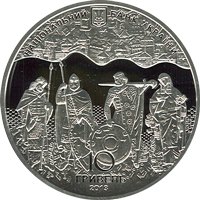
Кий, Щек, Хорив, Либідь на аверсі срібної монети НБУ "900 років «Повісті минулих літ», 2013

У вірменській «Історії Тарона» Зеноба Глака (VIII ст.) згадано, що три брати: Куар, Мелтей (Міле) і Хореан заснували три міста в країні Полуні, а через якийсь час вони разом побудували поселення на горі Керкей, де був простір для полювання, багато трав та дерев. Ця оповідь своїми іменами та деталями дуже нагадує свідчення київського літописця. Пояснення цьому можна знайти як у спільному джерелі (ймовірно, скіфському) української та вірменської легенд, так і у спільному міфологічному сюжеті, використаному для пояснення заснування міста.
Візантійські джерела[джерело?] повідомляють, що полянський князь Кий (в оригіналі Кувер) в юнацькі роки виховувався при дворі імператора Юстиніана І, у Константинополі прийняв християнство, тут же здобув освіту. «Мав велику честь від царя», одержав бенефіцій у Нижньому Подунав'ї, де заснував «градок Києвець», але через спротив місцевих племен не зміг там закріпитися. Тому Кий повернувся додому, де «заклав» (напевно, розбудував або переніс з іншого міста) свою столицю Київ.
За іншими свідченнями візантійців, Кий був сучасником імператора Іраклія (роки життя — 575—641). Як докладно пише його сучасник Іоанн з Нікіу, «силою Святого і Животворного Хрещення, ним прийнятого, він перемагав усіх варварів і язичників». Про дружні зв'язки давньоруського князя з візантійським імператорським двором свідчить і «Повість минулих літ».

## Археологічні свідчення
На Полянській землі — Київщині — у VI–VII столітті сходилися кордони трьох культурних груп пам'яток — празької, пеньківської та колочинської культур, а у VIII–X ст.ст. — Лука-Райковецької та волинцівської. Київ від самого початку був центром не одного, а кількох племінних угруповань.

## Текст «Повісти временних літ»
«И быша 3 брата, единому имя Кий, а другому Щекъ, а третьему Хоривъ, и сестра их Лыбѣдь. И сѣдяше Кий на горѣ, кдѣ нынѣ увозъ Боричевъ, а Щекъ сѣдяше на горѣ, кдѣ нынѣ зовется Щековица, а Хоривъ на третьей горѣ, отнюдуже прозвася Хоривіца; створиша городокъ, во имя брата ихъ старѣйшаго, и нарекоша его Киевъ. И бяше около города лѣсъ и боръ великъ, и бяху ловяще звѣрье. Бяхуть бо мудрѣ и смыслени, и нарицахуся Поляне, отъ нихъ же суть Поляне Кияне и до сего дни.
Инии же, не вѣдуще, ркоша, яко Кий есть перевозникъ бысть; у Киева бо перевозъ бяше тогда съ оноя страны Днепра, тѣмь глаголаху: на перевозъ на Киевъ. Аще бо быль перевозникъ Кый, то не бы ходилъ къ Царюграду; но сий Кий княжаше в роду своем; и приходившю ему къ царю не свѣмы, но токмо о семъ вѣмы, якоже сказають, яко велику честь приялъ есть от царя, которого не вѣмъ и при которомъ приходи цари. Идущю же ему опять, приде къ Дунаеви, и възлюби мѣсто и сруби городокъ малъ, и хотяше сѣсти с родомъ своимъ, и не даша ему близъ живущии; еже и до нынѣ нарѣчють Дунайци городіще Киевѣць. Киеви же прішедшю въ свой городъ Киевъ, ту и сконча животъ свой, и брата его Щекъ и Хоривъ и сестра ихъ Лыбѣдь ту скончашася. И по сей братьи почаша дѣржати родъ ихъ княжение въ Поляхъ…
(Подано за Іпатіївським списком.)

## ФрагментЯна Длугоша
Absumptis deinde Kyg, Szczyek et Korew, filii eorum et nepotes linea directa succedentes principabantur apud Ruthenos annis multis, donec successio huiusmodi ad duos fratres germanos Oszkald videlicet et Dyr pervenit.
Переклад:
„Після смерті Кия, Щека і Хорива, успадковуючи по прямій лінії, їхні сини і племінники багато років панували у русинів, поки спадкоємність не перейшла до двох рідних братів Аскольда і Діра“.

## Двір Кия
Згідно з Повістю временних літ, Кий прийшовши з братами та сестрою на дніпровські пагорби, оселився „на горі, де нині увоз Борічев“. Позаяк існують різні версії розташування Боричевого узвозу, відповідно висувались різні гіпотези щодо розташування двору та поселення Кия. У 19 столітті історики зазвичай розташовували Боричев узвіз по трасі Михайловського фунікулеру. Відповідно двір Кия повинен був знаходитись десь біля його верхньої станції (район будівлі Міністерства закордонних справ). Натомість, М. І. Петров ототожнив Борічев узвіз з Андріївським узвозом. Ця версія (з зауваженнями) згодом була підтримана Д. І. Бліфельдом і академиком Б. О. Рибаковим. Поселення Кия Б. О. Рибаков локалізовував на Замковій горі. Додатковими аргументами на користь цієї версії, були знахідки давньослов'янської керамики на горі, та ріка Киянка, що колись протікала під її схилами — на думку Рибакова ця назва була дана ріці саме на честь Кия (хоча в джерелах вона фіксується досить пізно). С. Климовський, взявши за основу розташування Боричевого узвозу за М. Ю. Брайчевським — верхня частину узвозу огинає Андріївську церкву нижче по схилу, потім йде по терасі в напрямку Дніпра, де повертає ліворуч до берегової лінії — помістив двір Кия на Уздихальниці. Слідами цього двору він вважає залишки двох жилих споруд та давньослов'янську керамику 9 століття, знайденими В. М. Даниленком у 1969 році

## Вшанування пам'яті
- На честь його назвали місто Київ.
- У центрі Києва є Пам'ятник засновникам міста Києва, серед яких зображений і легендарний Князь Кий.

## У „Шахнаме“
Перська епічна поема „Шахнаме“ (Фірдуосі) зберегла імена історичних осіб від Кия, царської династії Киянідів: Кейгобад, Кейкавос (син Кейгобада); третій — Кейхосров (син Сіявуша — сина Кейгобада); четвертий — Кеймехраб (син Кейваджі сина Кейманеша сина Кейгобада); п'ятий — Гоштасб (син Лохрасба); шостий — Багман (син Есфандіяра сина Гоштасба); сьома — цариця Хумаї (дружина чи донька Багмана); восьмий — Дараб І (син Хумаї) — Дар'явауш; дев'ятий — Дараб ІІ.

## У Велесовій книзі
У Велесовій книзі є записи про Кия, де розповідається про нього та його нащадків. Але наукова спільнота вважає, що цей документ є літературним фальсифікатом.